# Gouvernement De Gasperi IV
 (septembre 2023).
Si vous disposez d'ouvrages ou d'articles de référence ou si vous connaissez des sites web de qualité traitant du thème abordé ici, merci de compléter l'article en donnant les références utiles à sa vérifiabilité et en les liant à la section « Notes et références ».
République italienne
De Gasperi III De Gasperi V
Le gouvernement De Gasperi IV (en italien : Governo De Gasperi IV) est le 3e gouvernement de la République italienne entre le 1er juin 1947 et le 23 mai 1948, sous l'Assemblée constituante.

## Historique
Ce gouvernement est dirigé par le président du Conseil des ministres démocrate chrétien sortant Alcide De Gasperi. Il est initialement constitué par une coalition minoritaire entre la Démocratie chrétienne (DC) et le Parti libéral italien (PLI). Ensemble, ils disposent de 240 députés sur 556, soit 43,2 % des sièges de l'Assemblée constituante. Il bénéficie du soutien sans participation du Parti socialiste des travailleurs italiens (PSLI), du Parti républicain italien (PRI) et de plusieurs petites formations qui réunissent 94 députés. 
Il est formé à la suite de la rupture de la majorité parlementaire formée en février 1947.
Il succède donc au gouvernement De Gasperi III, constitué de la Démocratie chrétienne, du Parti socialiste italien (PSI) et du Parti communiste italien (PCI).

### Formation
Le 13 mai 1947, huit jours après avoir informé les dirigeants socialistes et communistes que leur alliance ne répondait plus aux exigences du pays, Alcide De Gasperi remet sa démission au chef provisoire de l'État Enrico De Nicola. Ce dernier le charge de constituer une nouvelle équipe, et le 31 mai, le président du Conseil sortant dévoile sa liste de 15 ministres. Ils sont assermentés par Enrico De Nicola dès le lendemain. Une modification de la structure gouvernementale intervient rapidement, scindant en trois le ministère des Finances et du Trésor, ce qui conduit à un ajustement dès le 6 juin, à l'occasion duquel Luigi Einaudi est promu vice-président du Conseil des ministres.
Sollicitant le 9 juin la confiance de l'Assemblée constituante, le gouvernement De Gasperi IV l'obtient 12 jours plus tard par 274 voix pour et 231 contre. Il obtient notamment l'appui des parlementaires du Front de l'homme ordinaire (UQ) et du Bloc national de la liberté (BNL, monarchiste).
Un remaniement ministériel opéré le 15 décembre 1947 permet l'entrée formelle du Parti socialiste des travailleurs et du Parti républicain au gouvernement, avec respectivement trois et deux postes. Une semaie plus tard, l'Assemblée ratifie officiellement la Constitution de la République italienne. Dans la même période, Alcide De Gasperi annonce les premières élections générales pour le 19 avril 1948.

### Succession
Les élections générales, finalement tenues le 18 avril, voient une large victoire de la Démocratie chrétienne, qui s'arroge la majorité absolue à la Chambre des députés et au Sénat de la République. Le 11 mai, après avoir échoué à faire élire Carlo Sforza, Alcide De Gasperi obtient l'élection par le collège électoral de Luigi Einaudi au poste de président de la République au quatrième tour de scrutin par 518 voix sur 872.
Le président du Conseil des ministres remet sa démission le lendemain au chef de l'État, avant de la reprendre en constatant qu'il bénéficie toujours d'une majorité parlementaire renforcée. Le 24 mai, il présente son cinquième exécutif, constitué et soutenu par les mêmes forces politiques.

## Composition

### Initiale (1erjuin1947)
- Les nouveaux ministres sont indiqués en gras, ceux ayant changé d'attributions en italique.

| Poste                                                              | Titulaire | Titulaire         | Parti |
| ------------------------------------------------------------------ | --------- | ----------------- | ----- |
| Président du Conseil des ministres Ministre de l'Afrique italienne |           | Alcide De Gasperi | DC    |
| Ministres                                                          |           |                   |       |
| Ministre des Affaires étrangères                                   |           | Carlo Sforza      | Ind.  |
| Ministre de l'Intérieur                                            |           | Mario Scelba      | DC    |
| Ministre des Grâces et de la Justice                               |           | Giuseppe Grassi   | PLI   |
| Ministre des Finances et du Trésor                                 |           | Luigi Einaudi     | PLI   |
| Ministre de la Défense                                             |           | Mario Cingolani   | DC    |
| Ministre de l'Industrie et du Commerce                             |           | Giuseppe Togni    | DC    |
| Ministre du Commerce extérieur                                     |           | Cesare Merzagora  | Ind.  |
| Ministre de l'Agriculture et des Forêts                            |           | Antonio Segni     | DC    |
| Ministre des Travaux publics                                       |           | Umberto Tupini    | DC    |
| Ministre du Travail et de la Sécurité sociale                      |           | Amintore Fanfani  | DC    |
| Ministre des Transports                                            |           | Guido Corbellini  | DC    |
| Ministre de la Marine marchande                                    |           | Paolo Cappa       | DC    |
| Ministre des Postes et des Télécommunications                      |           | Umberto Merlin    | DC    |
| Ministre de l'Éducation                                            |           | Guido Gonella     | DC    |

### Remaniement du 6 juin 1947
- Les nouveaux ministres sont indiqués en gras, ceux ayant changé d'attributions en italique.

| Poste                                                              | Titulaire | Titulaire           | Parti |
| ------------------------------------------------------------------ | --------- | ------------------- | ----- |
| Président du Conseil des ministres Ministre de l'Afrique italienne |           | Alcide De Gasperi   | DC    |
| Vice-président du Conseil des ministres Ministre du Budget         |           | Luigi Einaudi       | PLI   |
| Ministres                                                          |           |                     |       |
| Ministre des Affaires étrangères                                   |           | Carlo Sforza        | Ind.  |
| Ministre de l'Intérieur                                            |           | Mario Scelba        | DC    |
| Ministre des Grâces et de la Justice                               |           | Giuseppe Grassi     | PLI   |
| Ministre des Finances                                              |           | Giuseppe Pella      | DC    |
| Ministre du Trésor                                                 |           | Gustavo Del Vecchio | Ind.  |
| Ministre de la Défense                                             |           | Mario Cingolani     | DC    |
| Ministre de l'Industrie et du Commerce                             |           | Giuseppe Togni      | DC    |
| Ministre du Commerce extérieur                                     |           | Cesare Merzagora    | Ind.  |
| Ministre de l'Agriculture et des Forêts                            |           | Antonio Segni       | DC    |
| Ministre des Travaux publics                                       |           | Umberto Tupini      | DC    |
| Ministre du Travail et de la Sécurité sociale                      |           | Amintore Fanfani    | DC    |
| Ministre des Transports                                            |           | Guido Corbellini    | DC    |
| Ministre de la Marine marchande                                    |           | Paolo Cappa         | DC    |
| Ministre des Postes et des Télécommunications                      |           | Umberto Merlin      | DC    |
| Ministre de l'Éducation                                            |           | Guido Gonella       | DC    |

### Remaniement du 15 décembre 1947
- Les nouveaux ministres sont indiqués en gras, ceux ayant changé d'attributions en italique.

| Poste                                                              | Titulaire | Titulaire            | Parti |
| ------------------------------------------------------------------ | --------- | -------------------- | ----- |
| Président du Conseil des ministres Ministre de l'Afrique italienne |           | Alcide De Gasperi    | DC    |
| Vice-président du Conseil des ministres Ministre du Budget         |           | Luigi Einaudi        | PLI   |
| Vice-président du Conseil des ministres                            |           | Randolfo Pacciardi   | PRI   |
| Vice-président du Conseil des ministres                            |           | Giuseppe Saragat     | PSLI  |
| Ministre sans portefeuille                                         |           |                      |       |
| Ministre pour la Coordination des politiques économiques           |           | Giuseppe Togni       | DC    |
| Ministres                                                          |           |                      |       |
| Ministre des Affaires étrangères                                   |           | Carlo Sforza         | Ind.  |
| Ministre de l'Intérieur                                            |           | Mario Scelba         | DC    |
| Ministre des Grâces et de la Justice                               |           | Giuseppe Grassi      | PLI   |
| Ministre des Finances                                              |           | Giuseppe Pella       | DC    |
| Ministre du Trésor                                                 |           | Gustavo Del Vecchio  | Ind.  |
| Ministre de la Défense                                             |           | Cipriano Facchinetti | PRI   |
| Ministre de l'Industrie et du Commerce                             |           | Roberto Tremelloni   | PSLI  |
| Ministre du Commerce extérieur                                     |           | Cesare Merzagora     | Ind.  |
| Ministre de l'Agriculture et des Forêts                            |           | Antonio Segni        | DC    |
| Ministre des Travaux publics                                       |           | Umberto Tupini       | DC    |
| Ministre du Travail et de la Sécurité sociale                      |           | Amintore Fanfani     | DC    |
| Ministre des Transports                                            |           | Guido Corbellini     | DC    |
| Ministre de la Marine marchande                                    |           | Paolo Cappa          | DC    |
| Ministre des Postes et des Télécommunications                      |           | Ludovico D'Aragona   | PSLI  |
| Ministre de l'Éducation                                            |           | Guido Gonella        | DC    |